# خیابان د گراسی

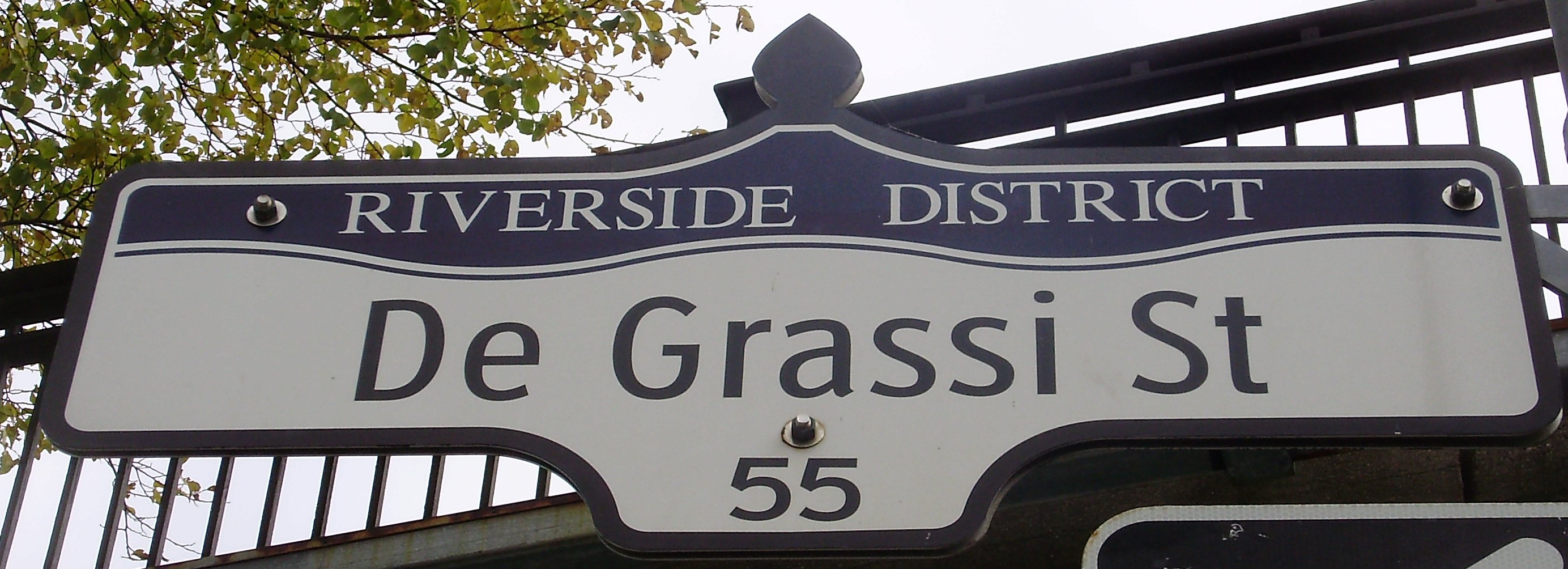
علامت خیابان د گراسی

خیابان د گراسی (انگلیسی: De Grassi Street) یک خیابان راه فرعی واقع در تورنتو،  انتاریو، کانادا است. این نام به افتخار کاپیتان سروان فیلیپو «فیلیپ» د گراسی، یک سرباز ایتالیایی که در سال ۱۸۳۱ به همراه خانواده خود به کانادا مهاجرت کرد و در یورک، بالای کانادا ساکن شد، نامگذاری شد.